# Szakadás az alkotmányos jogfolytonosságban
Szakadás az alkotmányos jogfolytonosságban akkor áll elő, ha egy ország alkotmányos berendezkedését úgy módosítják, hogy az ennek kivitelezésére vonatkozó szabályokat nem tartják be.
Magyarországi példák rá az olmützi alkotmány, amely az áprilisi törvények megkerülésére szolgált, és a szabadságharc leverésének jogi alapja volt, vagy az 1949-es alkotmány, amely a második világháború következményeként született.
Amerikai példa a konföderációs cikkelyek felváltása az USA alkotmányával, ami a XIII. cikkely megsértésével történt. Ez a cikkely egyhangú döntést írt elő az alkotmánymódosításra, ez azonban néhány állam ellenállása miatt lehetetlen volt. Végül George Washington elnök beiktatása után fél évvel Észak-Karolina, további fél évvel később Rhode Island is beletörődött a régi keretek megszűnésébe.